# Oudna
Oudna o Oudhna (àrab: أوذنة, Ūḏna) és un jaciment arqueològic de Tunísia a uns 28 km al nord de Zaghouan i 24 al sud de Tunis, a la governació de Ben Arous, delegació de Mornag, proper a la vila de El Khlidia. Les ruïnes s'estenen sobre 140 hectàrees.
El seu nom local correspon a l'antiga Uthina romana fundada en temps d'August probablement sobre un assentament númida. Va conèixer un moment de prosperitat amb els antonins i els severs amb una gran producció de gra que era venut a altres províncies. Apareix esmentada per Claudi Ptolemeu; Plini l'anomena colònia; apareix també a la Taula de Peutinger. Al començament del segle iii, en vida de Tertul·lià, ja tenia un bisbe sufragani del de Cartago. Cinc bisbes són esmentats: Fèlix, present al Concili de Cartago el 256; Lampadi, present al concili d'Arle el 314; Isaac present al sínode de Cartago el 411 on hi havia també un rival donatista de nom Felicià; Gal·loni present al concili de Cartago del 419; i Quiet, present al concili de Cartago del 525. Amb els vàndals després del 439 la ciutat va entrar en decadència i es va abandonar al segle vi.
Les edificacions principals són el teatre, l'amfiteatre (del segle II), les viles romanes on s'han trobat destacats mosaics alguns dels quals són al Museu del Bardo, banys públics i privats, cisternes, i un monument que ha estat qualificats com el Capitoli. També hi ha restes d'una fortalesa, un arc triomfal, una basílica amb cripta circular, i un pont. L'aqüeducte de Zaghouan que ve del sud és un altre monument destacat, del que es pot veure una bona part a la rodalia.
El lloc, conegut antigament com a Henchir Oudna, no lluny de la via ferroviària Tunis-Le Kef i dominant sobre els petits rierols (oueds) que desaigüen al Miliana per la dreta del riu, fou descobert a la meitat del segle xix però no es va excavar seriosament fins al 1980; es va obrir al públic el 1999; les excavacions que s'han fet després del 1995 van anar a càrrec de la universitat de Càller, i fins ara porten 11 campanyes.